# Tartus (huyện)
Huyện Tartus (tiếng Ả Rập: منطقة طرطوس, đã Latinh hoá: manṭiqat Ṭarṭūs) là một huyện của tỉnh Tartus ở phía tây bắc Syria. Trung tâm hành chính là thành phố Tartus. Tại cuộc điều tra dân số năm 2014, huyện có dân số 283.571.

## Các đơn vị
Huyện Tartus gồm 7 huyện nhỏ được gọi là nawāḥī (dân số vào năm 2004):
- Tartus Nahiyah (ناحية طرطوس): dân số 162,980.[2]
- Arwad Nahiyah (ناحية أرواد): dân số 4,403.[3]
- Al-Hamidiyah Nahiyah (ناحية الحميدية): dân số 20,309.[4]
- Khirbet al-Maazah Nahiyah (ناحية خربة المعزة): dân số 22,897.[5]
- Al-Sawda Nahiyah (ناحية السودا): dân số 32,295.[6]
- Al-Karimah Nahiyah (ناحية الكريمة): dân số 17,271.[7]
- Al-Safsafah Nahiyah (ناحية صفصافة): dân số 23,416.[8]